# High reliability organization
Een high reliability organization (HRO) is een organisatie die ernaar streeft om een zo hoog mogelijke betrouwbaarheid te behalen. Het concept van HRO werd ontwikkeld aan de Universiteit van Californië - Berkeley waar overeenkomsten werden onderzocht tussen het functioneren van vliegdekschepen, luchtverkeersleiding en kerncentrales. Het betreft hier complexe systemen met een hoog risico. HRO richt zich net als de theorie van normale ongevallen (normal accident theory, NAT) van Charles Perrow op systeemveiligheid. Waar Perrow stelde dat ongevallen onvermijdelijk en dus normaal zijn, legt HRO de nadruk op manieren van werken in omgevingen die weinig tot geen fouten toelaten.
Hierbinnen zijn twee benaderingen: preventie door anticipatie en beheersing door veerkracht.

## Preventie
Om zoveel mogelijk te voorkomen dat incidenten zich voordoen, wordt binnen HRO's veel aandacht besteed aan identificatie van mogelijke oorzaken en omstandigheden van ongevallen, waarna alternatieven worden gezocht of procedures opgesteld. Deze procedures worden regelmatig aangepast om ze te laten aansluiten bij de praktijk. Deze procedures moeten variatie en onzekerheid bij de uitvoering verminderen. Deze benadering kent echter beperkingen, doordat niet elke situatie en variatie voorzien kan worden. Zo stelt onder meer Nancy Leveson dat procedures vrijwel nooit volledig gevolgd worden om rationele redenen en dat het dan ook niet verwonderlijk is dat bij ongevallenonderzoek wordt geconstateerd dat menselijke 'fouten' in 70 tot 80% de oorzaak waren van ongevallen.
Dit is gelijk een andere beperking van betrouwbaarheid: dit is niet hetzelfde als veiligheid. Een systeem kan heel betrouwbaar onveilig zijn en andersom. Dit komt onder meer naar voren bij operators die soms ongevallen voorkomen door zich juist niet aan de procedures te houden. Zij zijn dan niet betrouwbaar, maar wel veilig. Een van de redenen hiervoor is dat het onmogelijk is om alle situaties te voorzien in procedures. Daarnaast werkt een toename van procedures complexiteit in de hand en maakt het minder flexibel voor nieuwe methodes en technieken.

## Veerkracht
Om de beperkingen van preventie op te vangen, dienen HRO's te beschikken over voldoende veerkracht  om te voorkomen dat fouten escaleren. Dat betekent:
- absorberen van fouten (inveren)
- herstellen van fouten (terugveren)

Om het eerste te bereiken is er vaak sprake van redundantie en enige mate van speling of losse koppeling. Om het tweede te bereiken wordt geprobeerd ook kleine fouten snel te detecteren en op te lossen.
Dit wordt onder meer nagestreefd in resilience engineering.